# Comuna de Nowogrodziec
Nowogrodziec (polaco: Gmina Nowogrodziec) é uma gminy (comuna) na Polónia, na voivodia de Baixa Silésia e no condado de Bolesławiecki. A sede do condado é a cidade de Nowogrodziec.
De acordo com os censos de 2004, a comuna tem 14 736 habitantes, com uma densidade 83,6 hab/km².

## Área
Estende-se por uma área de 176,26 km², incluindo:
- área agricola: 63%
- área florestal: 26%

## Demografia
Dados de 30 de Junho 2004:
|                      | Total   | Total | Mulheres | Mulheres | Homens  | Homens |
| -------------------- | ------- | ----- | -------- | -------- | ------- | ------ |
|                      | pessoas | %     | pessoas  | %        | pessoas | %      |
| População            | 14 736  | 100   | 7466     | 50,7     | 7270    | 49,3   |
| Densidade (pop./km²) | 83,6    | 100   | 42,4     | 42,4     | 41,2    | 41,2   |

De acordo com dados de 2002, o rendimento médio per capita ascendia a 1286,78 zł.

## Comunas vizinhas
- Bolesławiec, Gryfów Śląski, Lubań, Lwówek Śląski, Osiecznica, Pieńsk, Węgliniec